# أولاد يعلى ليتامة (أولاد اتميم)
أولاد يعلى ليتامة هو دُوَّار يقع بجماعة سيدي عبد الله، إقليم الرحامنة، جهة مراكش آسفي في المملكة المغربية. ينتمي الدوّار لمشيخة أولاد اتميم التي تضم 19 دوار. يقدر عدد سكانه بـ 170 نسمة حسب الإحصاء الرسمي للسكان والسكنى لسنة 2004.

## روابط خارجية
- البوابة الوطنية للجماعات الترابية
- المندوبية السامية للتخطيط